# Samsung Galaxy J2 Prime
Samsung Galaxy J2 Prime (также известный как Galaxy J2 Ace, Galaxy Grand Prime или Galaxy Grand Prime Plus) - смартфон на базе Android, произведенный компанией Samsung Electronics. Он был представлен и выпущен в ноябре 2016 года.

## Технические характеристики

### Аппаратное обеспечение
J2 Prime работает на базе MediaTek MT6737T SoC, включающий четырёхъядерный 1,4 ГГц ARM Cortex-A53 CPU, ARM Mali-T720MP2 GPU и 1,5 GB RAM. Внутренняя память объемом 8 ГБ может быть увеличена до 256 ГБ с помощью microSD..
J2 Prime оснащен 5-дюймовым PLS TFT с разрешением 540×960 пикселей. Он оснащен 8 мегапиксельной основной камерой с диафрагмой f/2.2, LED-вспышкой и автофокусом. Фронтальная камера представляет собой 5 МП сенсор с диафрагмой f/2.2 и светодиодной вспышкой.
.

### Программное обеспечение
Galaxy J2 Prime поставляется с Android 6.0.1 "Marshmallow" и пользовательским интерфейсом Samsung TouchWiz.
В августе 2017 года J2 Prime получил обновление до Android 7.0 Nougat c Samsung Experience 8.1